# 石橋達朗
石橋 達朗（いしばし たつろう、1949年〈昭和24年〉7月28日 - ）は、日本の医学者。専門は眼科学（網膜、硝子体・糖尿病網膜症・加齢黄斑変性）。九州大学大学院医学研究院眼科学分野教授、九州大学病院長、九州大学理事、同副学長などを経て、第24代九州大学総長。

## 来歴
長崎県平戸市出身。父は眼科の開業医で、石橋は父の地域医療ひと筋の背中を見て医師を志した。
小学校6年生の時に福岡へ出て、福岡市立百道中学校に進学。卒業後、福岡県立修猷館高等学校を経て、九州大学医学部へ進学。学生時代は様々な球技に興じ、大学時代は卓球部のキャプテンを務めた。また、麻雀にも勤しみ、学生時代は毎週のように仲間と集まって打ち、医局旅行では朝の4時、5時まで打っていたため、名所を観に行く際にはバスで寝ていたこともあったと言う。
1975年（昭和50年）3月、九州大学医学部を卒業し、九州大学医学部眼科学教室へ入局。眼科へ進んだ理由は教授から「君は、眼科へ来るんだろう」と脅されたためだと言う。1977年（昭和52年）4月、
九州大学大学院医学研究科（病理学教室）へ入学。その4年後の1981年（昭和56年）に卒業し、九州大学医学部眼科助手に着任。
1984年（昭和59年）1月、南カリフォルニア大学ドヘニー眼研究所へ留学。帰国後、1986年（昭和61年）2月に九州大学医学部眼科講師に着任。
その後、九州大学医学部眼科助教授、同大学院医学研究院眼科学分野教授、同副学長、九州大学病院長、九州大学理事、同先端医療オープンイノベーションセンター長を歴任。眼内血管新生性疾患の病態解明やその治療法の確立の研究で2011年（平成23年）に日本眼科学会賞を、2017年（平成29年）にDistinguished Service Awardを受賞した他、医学研究院眼科学分野教授として、大学発のベンチャー企業「アキュメンバイオファーマ株式会社」の設立に携わり、黄斑などの手術に用いる染色剤の改善に取り組んだ。この他、日本眼科学会常務理事、同理事長、日本学術会議連携会員、日本眼病理研究会会長、日本網膜硝子体学会理事長、同監事、福岡県病院協会会長、日本近視学会顧問などを歴任した。
2020年（令和2年）10月1日、九州大学総長に就任。就任後、大学発ベンチャーの設立に意欲を示し、2017年度から導入された、研究成果を基に起業を志す教職員に対して200万円を上限に支援する事業化検証プログラム「九大ギャップファンド」の修了者に対し、500万円を上限に支援する新たな事業化検証プログラム「九大ステップファンド」を創設するなど研究成果の社会実装に向けた支援に努めた。また、産学連携の推進も提唱しており、就任以来、教育研究の推進に係る企画・戦略の総括、総合調整など、学内に関することを担う「プロボスト」を設置し、自身は学外における渉外に注力した結果、半年間で約10企業と組織対応型連携を締結した。

## 職歴
- 1975年（昭和50年）6月 - 九州大学医学部附属病院医員（研修医）[11]
- 1976年（昭和51年）11月 - 九州厚生年金病院医員（研修医）[11]
- 1981年（昭和56年）
  - 4月 - 九州大学医学部眼科助手[7]
  - 11月 - 九州大学医学部講師[11]
- 1984年（昭和59年）1月 - 南カルフォルニア大学研究員[11]
- 1986年（昭和61年）2月 - 九州大学医学部眼科講師[7]
- 1995年（平成7年）4月 - 九州大学医学部眼科助教授[7]
- 1999年（平成11年）4月 - 九州大学大学院医学研究科助教授[11]
- 2001年（平成13年）9月 - 九州大学大学院医学研究院眼科学分野教授[7]
- 2003年（平成15年）4月 - 九州大学病院手術部長（兼任）[11]
- 2005年（平成17年）5月 - 九州大学病院長補佐（兼任）[11]
- 2006年（平成18年）5月 - 九州大学副病院長（兼任）[11]
- 2007年（平成19年）4月 - 九州大学病院集中治療部長（兼任）[11]
- 2013年（平成25年）4月 - 九州大学副学長（兼任）[7]
- 2014年（平成26年）4月 - 九州大学病院長（兼任）[7]
- 2015年（平成27年）3月31日 - 九州大学大学院医学研究院眼科学分野教授を退任[7]
- 2018年（平成30年）4月 - 九州大学理事兼副学長[7]
- 2020年（令和2年）
  - 4月 - 九州大学理事兼副学長兼先端医療オープンイノベーションセンター長[7]
  - 10月 - 九州大学総長[7]

## 団体・学会活動歴
- 1995年（平成7年）
  - 日本網膜硝子体学会理事[11]
  - 日本糖尿病眼学会理事[11]
- 1998年（平成10年） - Japan Macula Club 世話人[11]
- 1999年（平成11年） - 日本眼科学会評議員[11]
- 2001年（平成13年） - 日本眼科学会理事[11]
- 2003年（平成15年） - 日本眼科学会常務理事[11]
- 2004年（平成16年） - 日本眼循環学会理事[11]
- 2005年（平成17年） - 日本学術会議連携会員[11]
- 2007年（平成19年） - 日本眼病理研究会会長[11]
- 2009年（平成21年） - 日本網膜硝子体学会理事長[11]
- 2011年（平成23年） - 日本眼科学会理事長[11]
- 2014年（平成26年） - 福岡県病院協会会長[11]
- 2015年（平成27年） - 日本眼科学会常務理事[11]
- 2016年（平成28年） - 日本近視学会顧問[11]
- 2017年（平成29年）
  - 日本網膜硝子体学会監事[11]
  - 日本眼科学会戦略企画会議実行責任者[11]